# Ocotlán (kommun)
Ocotlán är en kommun i Mexiko.   Den ligger i delstaten Jalisco, i den centrala delen av landet, 400 km väster om huvudstaden Mexico City. Antalet invånare är 89 340.
Följande samhällen finns i Ocotlán:
- Ocotlán
- Joconoxtle
- Paso de la Comunidad
- La Orilla de la Cerca
- Nuevo Fuerte
- San Juan Chico
- Loma Bonita